# Rachel Cliff
Rachel Cliff (Vancouver, 1º aprile 1988) è una mezzofondista e maratoneta canadese, medaglia di bronzo nei 10000 metri piani ai Giochi panamericani di Lima 2019.

## Palmarès
| Anno | Manifestazione          | Sede       | Evento        | Risultato | Prestazione | Note                          |
| ---- | ----------------------- | ---------- | ------------- | --------- | ----------- | ----------------------------- |
| 2015 | Universiadi             | Gwangju    | 5000 m piani  | 9ª        | 16'13"08    |                               |
| 2017 | Mondiali                | Londra     | 10000 m piani | 20ª       | 32'00"03    | Miglior prestazione personale |
| 2018 | Giochi del Commonwealth | Gold Coast | 10000 m piani | 9ª        | 32'11"11    |                               |
| 2018 | Campionati NACAC        | Toronto    | 10000 m piani | Bronzo    | 33'30"16    |                               |
| 2019 | Giochi panamericani     | Lima       | 10000 m piani | Bronzo    | 32'13"34    |                               |
| 2019 | Mondiali                | Doha       | 5000 m piani  | Batteria  | 15'41"27    |                               |

## Campionati nazionali
2006
- Bronzo ai campionati canadesi juniores, 3000 m piani - 9'50"59

2008
- 5ª ai campionati canadesi, 5000 m piani - 17'04"33

2009
- 7ª ai campionati canadesi, 1500 m piani - 4'36"14
- 10ª ai campionati canadesi, 5000 m piani - 17'10"17

2010
- 9ª ai campionati canadesi, 1500 m piani - 4'24"37

2011
- 5ª ai campionati canadesi, 1500 m piani - 4'31"37

2012
- 9ª ai campionati canadesi, 1500 m piani - 4'31"59

2013
- 8ª ai campionati canadesi, 1500 m piani - 4'24"62
- 5ª ai campionati canadesi, 5000 m piani - 16'35"56

2014
- Bronzo ai campionati canadesi di corsa su strada, 5 km - 16'38"

2016
- 4ª ai campionati canadesi, 5000 m piani - 16'10"98

2017
- 4ª ai campionati canadesi, 5000 m piani - 15'49"78

2018
- Oro ai campionati canadesi, 10000 m piani - 33'06"53

2019
- Bronzo ai campionati canadesi, 5000 m piani - 15'51"25

## Altre competizioni internazionali
2013
- Argento alla Eastside 10 km ( Vancouver) - 35'16"

2014
- Oro alla Sun Run ( Vancouver) - 33'14"
- 5ª alla Oazis ZooRun ( Toronto) - 34'29"
- Argento alla Modo Spring Run-Off ( Vancouver), 8 km - 26'55"

2015
- Oro alla Running Room SummerFast ( Vancouver) - 34'49"

2016
- Argento alla Prairie Inn Pioneer ( Saanichton), 8 km - 27'10"

2017
- 8ª alla New York Half Marathon ( New York) - 1h12'07"
- 7ª alla Mezza maratona di Monterey ( Monterey) - 1h14'25"
- Bronzo alla Sun Run ( Vancouver) - 33'35"
- 9ª alla World's Best 10K ( San Juan) - 34'03"
- Oro alla Prairie Inn Pioneer ( Saanichton), 8 km - 26'51"

2018
- 11ª alla Maratona di Berlino ( Berlino) - 2h28'53"
- 16ª alla Mezza maratona di Houston ( Houston) - 1h11'52"
- Argento alla Mezza maratona di Edmonton ( Edmonton) - 1h12'20"
- Oro alla Mezza maratona di Vancouver ( Vancouver) - 1h12'21"
- Bronzo alla Sun Run ( Vancouver) - 32'41"
- Oro alla Prairie Inn Pioneer ( Saanichton), 8 km - 26'23"
- Argento alla St. Patrick's Day 5K ( Vancouver), 5 km - 15'51"

2019
- 5ª alla Mezza maratona di Marugame ( Marugame) - 1h10'28"
- Argento alla Prairie Inn Pioneer ( Saanichton), 8 km - 26'15"

2020
- 23ª alla Mezza maratona di Houston ( Houston) - 1h10'13"